# Meritxell Huch Ortega
Meritxell Huch Ortega (* 1978 in Barcelona, häufig nur Meritxell Huch) ist eine spanische Zellbiologin. Sie ist seit Mai 2022 Direktorin am Max-Planck-Institut für molekulare Zellbiologie und Genetik in Dresden. Huch Ortega forscht vor allem über Organoide von menschlichen Geweben.

## Leben
Meritxell Huch Ortega studierte Pharmazie an der Universität Barcelona. Sie promovierte 2007 im Fach Biomedizin am „Zentrum für Genomische Regulierung“ der Universität Barcelona. Danach absolvierte sie zunächst eine Postdoc-Station in den Niederlanden, wo sie die ersten Magen-, Leber- und Bauchspeicheldrüsenorganoide aus adulten Geweben entwickelte. Ein eigenes Labor erhielt sie ab Februar 2014 am Gurdon Institute der Universität Cambridge, wo sie Nachwuchsgruppenleiterin wurde. Im Jahr 2019 wurde sie in das Lise-Meitner-Exzellenzprogramm der Max-Planck-Gesellschaft aufgenommen, so dass sie nach Dresden an das Max-Planck-Institut für molekulare Zellbiologie und Genetik wechselte. Im Mai 2022 wurde sie zur Direktorin am Institut berufen.

## Forschung
Huch forscht über die Regenerationsfähigkeit von Leber- und Bauchspeicheldrüsen-Zellen. Die Leberzellen stehen dabei für Zellen, die eine sehr hohe Regenerationsfähigkeit haben, während die Bauchspeicheldrüsenzellen nur eine sehr geringe Regenerationsfähigkeit aufweisen. An beiden Modellen werden die Prozesse erforscht, die das Gleichgewicht aus Neubildung und Reparatur und seine Störung bei krankhaften Prozessen bewirken. Dabei werden einerseits Tiermodelle benutzt und andererseits Organoide, die in Kultur und einer kontrollierten Umgebung wachsen.

## Preise und Auszeichnungen
Für ihre Arbeiten hat sie mehrere Auszeichnungen erhalten, darunter:
- Hamdan Award for Medical Excellence
- Women in Cell Science Prize der British Society
- EMBO Young Investigator Award
- BINDER Prize
- 2022: Preis des German Stem Cell Network[1]
- 2023: Mitglied der European Molecular Biology Organization
- 2024: Otto-Bayer-Preis
- 2025: Aufnahme als Mitglied der Sektion Genetik/Molekularbiologie und Zellbiologie in die Nationale Akademie der Wissenschaften Leopoldina